# EMT Aladin
El Aladin es un avión no tripulado de reconocimiento de la compañía alemana EMT para el reconocimiento militar inmediato en las cercanías. El nombre Aladin es un acrónimo de su descripción y significa imágenes de drones de reconocimiento en el aire en la siguiente área.
El punto de partida para el desarrollo del programa fue una orden en marzo de 2005 de la Bundeswehr para 115 sistemas de drones para el equipo de reconocimiento del ejército. El 19 de octubre de 2005, el primer sistema de la serie ALADIN fue entregado a la Panzertruppenschule en Munster. Para junio de 2014, se habían entregado un total de 323 drones de reconocimiento, de los cuales 290 drones (145 sistemas) estaban en el "inventario utilizable" de la Bundeswehr en ese momento.

## Especificaciones
- Vehículo aéreo
- Envergadura: 1,46 m
- Longitud: 1,53 m
- Altura: 0,36 m (incluida antena)
- Masa: 3.20 kg
- Velocidades de viento permitidas: 8 m/s para lanzamiento y aterrizaje, 10 m/s en vuelo
- Propulsión: motor eléctrico DC sin escobillas, 12 V
- Batería: batería de polímero de iones de litio, 14 V, 9 A•h
- Velocidad: 45–90 km/h.
- Alcance: más de 15 km
- Resistencia: 30-60 min.
- Altitud: mínimo 30 m sobre el suelo, típico 100 - 300 m, techo 4500 m de altitud altitud (ISA)

- Datos: Q314014
- Multimedia: EMT Aladin / Q314014